# Døde i 1982
Døde i 1982  er en liste over notable personer, der er afgået ved døden i 1982 . 

## Januar
- 1. januar – Victor Buono, amerikansk skuespiller (født 1938).
- 2. januar – Victor Fontan, fransk cykelrytter (født 1892).
- 2. januar – Ellen Bonnesen, dansk børnebogsforfatter og lærer (født 1895).
- 3. januar – Fritz Laband, tysk fodboldspiller (født 1925).
- 5. januar – Allan Bock, dansk civilingeniør og forfatter (født 1890).
- 8. januar – Erik Alfred Eriksen, dansk fodboldspiller (født 1904).
- 9. januar – Erik Johnstad-Møller, dansk officer og modstandsmand (født 1894).
- 11. januar – Oluf Skjelmose, dansk fodboldspiller (født 1910).
- 12. januar – Emil Hass Christensen, dansk skuespiller (født 1903).
- 13. januar – Franklin Hansen, amerikansk lydingeniør (født 1897).
- 16. januar – Harald Agersnap, dansk pianist, violoncellist, komponist og dirigent (født 1899).
- 16. januar – Einar Lund, dansk officer (født 1902).
- 17. januar – Johannes Pedersen, dansk gymnast (født 1892).
- 17. januar – Herbert Richardson, canadisk roer (født 1903).
- 18. januar – Huang Xian-fan, kinesisk historiker, antropolog og etnolog (født 1899).
- 18. januar – John Strandrud, norsk pilot (født 1901).
- 19. januar – Roy Goodall, engelsk fodboldspiller og -træner (født 1902).
- 19. januar – Elis Regina, brasiliansk sanger (født 1945).
- 21. januar – Elvio Banchero, italiensk fodboldspiller (født 1904).
- 24. januar – María Teresa Prieto, spansk-mexicansk pianist og komponist (født 1896).
- 25. januar – Mikhail Suslov, sovjetisk politiker og chefideolog (født 1902).
- 27. januar – Margrethe Nielsen, dansk skuespiller (født 1891).
- 29. januar – Hironori Otsuka, japansk kampudøver (født 1892).
- 29. januar – Palden Thondup Namgyal, regent af Sikkim (født 1923).
- 30. januar – Stanley Holloway, engelsk skuespiller (født 1890).
- 30. januar – Viggo Dibbern, dansk gymnast (født 1900).

## Februar
- 6. februar – Karmark Rønsted, dansk politiker og landsretssagfører (født 1895).
- 10. februar – Françoise Henry, fransk kunsthistoriker (født 1902).
- 10. februar – Helge Holmskov, dansk maler og billedhugger (født 1912).
- 11. februar – Andreas Knudsen, norsk roer og sejler (født 1887).
- 11. februar – Takashi Shimura, japansk skuespiller (født 1905).
- 11. februar – Eleanor Powell, amerikansk stepdanser og Glenn Fords hustru (født 1912).
- 15. februar – Noah Dietrich, amerikansk forretningsmand (født 1889).
- 17. februar – Lee Strasberg, polsk-amerikansk skuespiller og instruktør (født 1901).
- 17. februar – Thelonious Monk, amerikansk jazzpianist og komponist (født 1917).
- 18. februar – Ngaio Marsh, newzealandsk forfatter (født 1895).
- 21. februar – Gershom Scholem, jødisk filosof og historiker (født 1897).
- 22. februar – Andreas Blinkenberg, dansk filolog (født 1893).
- 25. februar – Rexho Mulliqi, montenegrinsk-albansk komponist og musikpædagog (født 1923).
- 27. februar – Christian Mourier-Petersen, dansk kammerherre og godsejer (født 1910).
- 28. februar – Aage Steen, norsk bokser (født 1900).

## Marts
- 2. marts – Philip K. Dick, amerikansk forfatter (født 1928).
- 3. marts – Georges Perec, fransk forfatter (født 1936).
- 4. marts – Douglas Kertland, canadisk roer (født 1886).
- 5. marts – John Belushi, amerikansk skuespiller (født 1949).
- 6. marts – Ayn Rand, russisk-amerikansk forfatter og filosof (født 1905).
- 8. marts – Rab Butler, britisk partiformand og medlem af Overhuset (født 1902).
- 10. marts – Eiler Brockenhuus-Schack, dansk adelsmand og direktør (født 1896).
- 12. marts – Johan Wilhelm Rangell, finsk sportsfunktionær og statsminister (født 1894).
- 13. marts – Emile Gosselin, belgisk cykelrytter (født 1921).
- 15. marts – Valther Jensen, dansk atlet (født 1888).
- 16. marts – Walter Rangeley, britisk atlet (født 1903).
- 18. marts – Charles Rampelberg, fransk cykelrytter (født 1909).
- 18. marts – Vasilij Ivanovitj Tjujkov, sovjetisk officer og politiker (født 1900).
- 19. marts – Randy Rhoads, amerikansk heavy metal-guitarist (født 1956).
- 21. marts – Raymond Talleux, fransk roer (født 1901).
- 23. marts – Sonny Greer, amerikansk jazztrommeslager (født 1895).
- 27. marts – Betty Schade, tysk-amerikansk stumfilmskuespiller (født 1895).
- 28. marts – William Giauque, amerikansk kemiker og nobelprismodtager (født 1895).
- 29. marts – Carl Orff, tysk komponist, musikpædagog og professor (født 1895).
- 31. marts – Dave Clement, engelsk fodboldspiller (født 1948).

## April
- 3. april – Warren Oates, amerikansk skuespiller (født 1928).
- 4. april – Tsvetan Tsvetanov, bulgarsk violinist, komponist og professor (født 1931).
- 7. april – Harald Ertl, østrigsk racerkører og journalist (født 1948).
- 8. april – Claude Rémusat, fransk maler (født 1896).
- 8. april – Helge Østerberg, dansk keramiker (født 1905).
- 9. april – Robert Havemann, tysk kemiker og systemkritiker (født 1910).
- 10. april – Peter Brückner, tysk socialpsykolog og psykoanalytiker (født 1922).
- 20. april – Archibald MacLeish, amerikansk forfatter (født 1892).
- 20. april – Edgar Norris, canadisk roer (født 1902).
- 20. april – Harry Kristensen, dansk kapgænger (født 1915).
- 21. april – Herman Krag, norsk arkitekt (født 1920).
- 22. april – Ingeborg Buhl, dansk forfatter og oversætter (født 1890).
- 24. april – Sigrid Horne-Rasmussen, dansk skuespiller (født 1915).
- 26. april – Celia Johnson, engelsk skuespiller (født 1908).
- 27. april – Tom Tully, amerikansk skuespiller (født 1908).
- 30. april – Ingemar Hedenius, svensk professor og filosof (født 1908).

## Maj
- 1. maj – Walther Wenck, tysk officer (født 1900).
- 3. maj – Jacob Kronika, dansk forfatter og chefredaktør (født 1897).
- 5. maj – Irmgard Keun, tysk forfatter (født 1905).
- 7. maj – Margareta Schönström, svensk skuespiller og sanger (født 1899).
- 8. maj – Gilles Villeneuve, fransk-canadisk racerkører (født 1950).
- 10. maj – Peter Weiss, tysk-svensk forfatter og maler (født 1916).
- 11. maj – Sejr Volmer-Sørensen, dansk revydirektør. (født 1914).
- 12. maj – Humphrey Searle, engelsk komponist (født 1915).
- 13. maj – Kara Karaev, sovjetisk-aserbajdsjansk komponist og pianist (født 1918).
- 15. maj – Jørgen Christian Riegels Linde, dansk officer (født 1898).
- 21. maj – Marco Cimatti, italiensk cykelrytter (født 1913).
- 22. maj – Cevdet Sunay, tyrkisk officer og præsident (født 1899).
- 23. maj – Felice Gasperi, italiensk fodboldspiller (født 1903).
- 24. maj – Mikael Gam, dansk lærer og grønlandsminister (født 1901).
- 26. maj – Mille Gade, dansk svømmer (født 1898).
- 28. maj – Christian Markersen, dansk atlet (født 1908).
- 29. maj – Romy Schneider, østrigsk-fransk skuespiller (født 1938).
- 30. maj – Albert Norden, tysk politiker (født 1904).

## Juni
- 1. juni – Einar Juhl, dansk skuespiller (født 1896).
- 4. juni – Henning Dahl-Mikkelsen, dansk tegneserietegner (født 1915).
- 5. juni – Olle Hellbom, svensk filminstruktør, -producer og forfatter (født 1925).
- 10. juni – Rainer Werner Fassbinder, tysk filminstruktør (født 1945).
- 13. juni – Khalid af Saudi-Arabien, saudiarabisk konge (født 1913).
- 13. juni – Aksel Bjerregaard, dansk idrætsinstruktør (født 1916).
- 15. juni – Erling Foss, dansk erhvervsmand og medstifter af Danmarks Frihedsråd (født 1897).
- 15. juni – Art Pepper, amerikansk altsaxofonist (født 1925).
- 18. juni – Djuna Barnes, amerikansk forfatter (født 1892).
- 18. juni – Curd Jürgens, tysk-østrigsk skuespiller (født 1915).
- 20. juni − Jens Christian Christensen, dansk folketingsmedlem fra Venstre (født 1906).
- 22. juni – Charles Chandler, amerikansk roer (født 1911).
- 23. juni – Daniel Rantzau, dansk lensgreve (født 1903).
- 28. juni – Johan Daniel von Stemann, dansk officer (født 1887).
- 29. juni – Henry King, amerikansk filminstruktør (født 1886).
- 29. juni – Pierre Balmain, fransk modedesigner (født 1914).
- 29. juni – Gunnar Aagaard Andersen, dansk billedhugger, maler, designer og arkitekt (født 1919).

## Juli
- 6. juli – Alma Reville, britisk filmklipper og manuskriptforfatter (født 1899).
- 9. juli – Ole Larsen, dansk skuespiller (født 1899).
- 9. juli – Helge Kjærulff-Schmidt, dansk skuespiller (født 1906).
- 13. juli – Carl Ahlefeldt-Laurvig, dansk overretssagfører og forsikringsdirektør (født 1887).
- 16. juli – Herman Leopoldus Løvenskiold, norsk ornitolog (født 1897).
- 18. juli – Roman Jakobson, russisk-amerikansk sprog- og litteraturforsker og professor (født 1896).
- 18. juli – Harald H. Lund, dansk forfatter og digter (født 1902).
- 19. juli – Hugh Everett III, amerikansk fysiker (født 1930).
- 22. juli – Sonny Stitt, amerikansk jazz-saxofonist (født 1924).
- 23. juli – Hitoshi Sasaki, japansk fodboldspiller (født 1891).
- 23. juli – Erik Wilén, finsk atlet (født 1898).
- 25. juli – Niels Lergaard, dansk maler (født 1893).
- 26. juli – Gottfred Eickhoff, dansk billedhugger og professor (født 1902).
- 27. juli – Vladimir Smirnov, sovjetisk fægter (født 1954).
- 31. juli – Jimmy Hoffa,  amerikansk fagforeningsleder, forsvandt i 1975 (født 1913).
- 31. juli – Kresten Nordentoft, dansk litteraturforsker (født 1938).

## August
- 2. august – Cathleen Nesbitt, engelsk skuespiller (født 1888).
- 3. august – Rudolf Maros, ungarsk komponist og bratschist (født 1917).
- 5. august – Peter Skautrup, dansk professor i nordiske sprog og rektor (født 1896).
- 11. august – Asger Muchitsch, dansk bladtegner og billedkunstner (født 1907).
- 12. august – Henry Fonda, amerikansk skuespiller (født 1905).
- 20. august – Clyde King, amerikansk roer (født 1898).
- 23. august – Stanford Moore, amerikansk biokemiker og nobelprismodtager (født 1913).
- 24. august – Giorgio Abetti, italiensk astronom (født 1882).
- 28. august – Verner Goldschmidt, dansk professor og sociolog (født 1916).
- 29. august – Ingrid Bergman, svensk skuespiller (født 1915).

## September
- 1. september – Władysław Gomułka, polsk politiker (født 1905).
- 2. september – Marvin Stalder, amerikansk roer (født 1905).
- 5. september – Tido Wedell, dansk lensgreve og godsejer (født 1908).
- 5. september – Douglas Bader, engelsk pilot og oberst (født 1910).
- 14. september – Pablo Garrido, chilensk komponist (født 1905).
- 14. september – Kristján Eldjárn, islandsk præsident (født 1916).
- 14. september – Grace Kelly, amerikansk skuespiller og fyrstinde af Monaco (født 1929).
- 14. september – Bashir Gemayel, libanesisk præsident (født 1947).
- 15. september – Karen Aabye, dansk journalist og forfatter (født 1904).
- 20. september – Alois Schnabel, østrigsk håndboldspiller (født 1910).
- 20. september – Søren Georg Jensen, dansk sølvsmed og billedhugger (født 1917).
- 21. september – Paul Fenneberg, dansk borgmester og lektor (født 1907).
- 23. september – Flemming B. Muus, dansk forfatter, major og modstandsmand (født 1907).
- 23. september – Poul-Henrik Trampe, dansk forfatter og forfatter (født 1944).
- 29. september – Poul Carit Andersen, dansk forlægger og forfatter (født 1910).

## Oktober
- 1. oktober – Larry Pruden, newzealandsk pianist, percussionist, komponist og dirigent (født 1925).
- 2. oktober – Bobby Lynch, irsk guitarist og sanger (født 1935).
- 3. oktober – Vivien Merchant, engelsk skuespiller (født 1929).
- 4. oktober – Ahmed Hassan al-Bakr, irakisk præsident (født 1914).
- 4. oktober – Glenn Gould, canadisk pianist (født 1932).
- 5. oktober – Niels Skyum-Nielsen, dansk historiker (født 1921).
- 7. oktober – Thorvald Minde, norsk langdistanceløber (født 1904).
- 8. oktober – Philip J. Noel-Baker, britisk politiker, fredsforkæmper og nobelprismodtager (født 1889).
- 9. oktober – Anna Freud, østrigsk psykoanalytiker og datter af Sigmund Freud (født 1895).
- 10. oktober – Orla Bundgård Povlsen, dansk digter og journalist (født 1918).
- 14. oktober – Otto von Porat, norsk bokser (født 1903).
- 17. oktober – Émile Béthouart, fransk general (født 1889).
- 18. oktober – Bess Truman, amerikansk førstedame (født 1885).
- 18. oktober – Stasys Vainiūnas, litauisk komponist og lærer (født 1909).
- 20. oktober – Donn F. Draeger, amerikansk forfatter, officer og kampkunstinstruktør (født 1922).
- 22. oktober – Leo Losert, østrigsk roer (født 1902).
- 25. oktober – Bill Eckersley, engelsk fodboldspiller (født 1925).
- 28. oktober – Eik Koch, dansk skuespiller og sanger (født 1914).
- 30. oktober – Sven Erik Gunnar Lundgren, svensk atlet og træner (født 1901).

## November
- 1. november – King Vidor, amerikansk filminstruktør (født 1894).
- 1. november – Otto Rüfenacht, schweizisk fægter (født 1919).
- 2. november – Jørgen Bukdahl, dansk kulturskribent (født 1896).
- 2. november – Anthon Wilhelm Nielsen, dansk bryggeridirektør (født 1909).
- 4. november – Ebbe Sadolin, dansk tegner, keramiker, illustrator og forfatter (født 1900).
- 4. november – Dominique Dunne, amerikansk skuespiller (født 1959).
- 5. november – Jacques Tati, fransk komiker og filmskaber (født 1907).
- 6. november – Harboe Kardel, tysk-dansk chefredaktør (født 1893).
- 6. november – Shiro Teshima, japansk fodboldspiller (født 1907).
- 7. november – Salvador Contreras, mexicansk professor, komponist, violinist og dirigent (født 1910).
- 8. november – Jimmy Dickinson, engelsk fodboldspiller og manager (født 1925).
- 10. november – Leonid Bresjnev, sovjetisk politiker (født 1906).
- 15. november – Vinoba Bhave, indisk samfundsfilosof (født 1895).
- 17. november – Eduard Tubin, estisk komponist og dirigent (født 1905).
- 19. november – Erving Goffman, canadisk sociolog (født 1922).
- 20. november – Signe Kampp, dansk kostskoleleder og -grundlægger (født 1893).
- 20. november – Adelaide Sinclair, canadisk direktør for UNICEF (født 1900).
- 20. november – Willy Schärer, schweizisk atlet (født 1903).
- 22. november – Arturo Rodríguez Jurado, argentinsk bokser og rugbyspiller (født 1907).
- 24. november – Gunnar Skov Andersen, dansk landsformand i Radikale Venstre (født 1921).
- 27. november – Filip Koutev, bulgarsk komponist, violinist og dirigent (født 1903).
- 28. november – Helena af Grækenland, græsk prinsesse (født 1896).
- 30. november – Alfred Wilken, dansk skuespiller (født 1894).
- 30. november – Adolf Heusinger, tysk officer (født 1897).

## December
- 2. december – Marty Feldman, engelsk komiker (født 1934).
- 9. december – Harald Lyngsaa, dansk fodboldspiller (født 1917).
- 15. december – Oluf Kristensen, dansk handelsgartner (født 1888).
- 18. december – Hans-Ulrich Rudel, tysk oberst (født 1916).
- 18. december – Bernard Malivoire, fransk roer (født 1938).
- 19. december – Terence O'Brien, engelsk roer (født 1906).
- 20. december – Artur Rubinstein, polsk-amerikansk pianist. (født 1887).
- 21. december – Frants Hvass, dansk diplomat (født 1896).
- 24. december – Louis Aragon, fransk forfatter (født 1897).
- 25. december – Anny Christiane Millior Berntsen, dansk snedkermester (født 1894).
- 26. december – Ronald Adam, britisk officer (født 1885).
- 27. december – John Swigert, amerikansk astronaut (født 1931).
- 31. december – Otto Hofmann, tysk officer (født 1896).
- 31. december – Eli Fahnøe, dansk skuespiller (født 1901).

## Ukendt dødsdato
- Johan Henriques, dansk violinist (født 1892).
- Ethel Granger, engelsk rekordholderen inden for stramme korsetter (født 1905).
- Aksel Pedersen, dansk håndboldtræner (født 1912).
- Kjeld Pedersen, dansk pilot (født 1917).
- Niels Otto Møller, dansk møbelsnedker og møbelarkitekt (født 1920).
- Harald Bjerg Emborg, dansk organist og komponist (født 1920).
- Baba Moustapha, tchadisk dramatiker (født 1952).